# Carlos Sánchez Cárdenas
Carlos Sánchez Cárdenas (Monclova, 31 de agosto de 1913-Crimea, 3 de octubre de 1982) fue un político mexicano del Partido Comunista Mexicano. 
Fue diputado federal en la XLVII Legislatura del Congreso de la Unión de México por el Partido Popular Socialista y en la LI Legislatura del Congreso de la Unión de México por el Partido Comunista Mexicano. 

## Obras
- Defensa de México: o derechos democráticos constitucionales, o ley fascista sobre "disolución social (1953)
- La crisis del movimiento comunista mexicano (1957)
- Nuestra constitución condena la ley fascista sobre disolución social (1966)
- Disolución social y seguridad nacional (1970)
- Contra la corriente: intervenciones en la Cámara de Diputados de la XLVII Legislatura, 1967-1969 (1970)
- Reforma política: estrategia y táctica (1979)